# Fespo
Die FESPO ist mit rund 500 Ausstellern und 50'000 Besuchern die grösste Tourismusmesse der Schweiz. Die FESPO findet jährlich im Januar/Februar zusammen mit der Golfmesse auf dem Messegelände Zürich statt und wird von der Bernexpo-Gruppe organisiert. In den Jahren 2021 und 2022 wurde die Messe aufgrund der COVID-19-Pandemie abgesagt.